# Annona cherimola
Annona cherimola es un árbol perteneciente a la familia de las anonáceas cuyo fruto comestible es la chirimoya —del quechua chiri (‘frío, fría’) y muya (‘semillas’), puesto que germina a elevadas altitudes—. Es considerada una de las frutas tropicales más apreciadas dentro del género. Los frutos de anonáceas, entre ellos la chirimoya, presentan altas cualidades organolépticas, digestivas, nutritivas y es apreciada por sus propiedades medicinales e industriales.

## Descripción

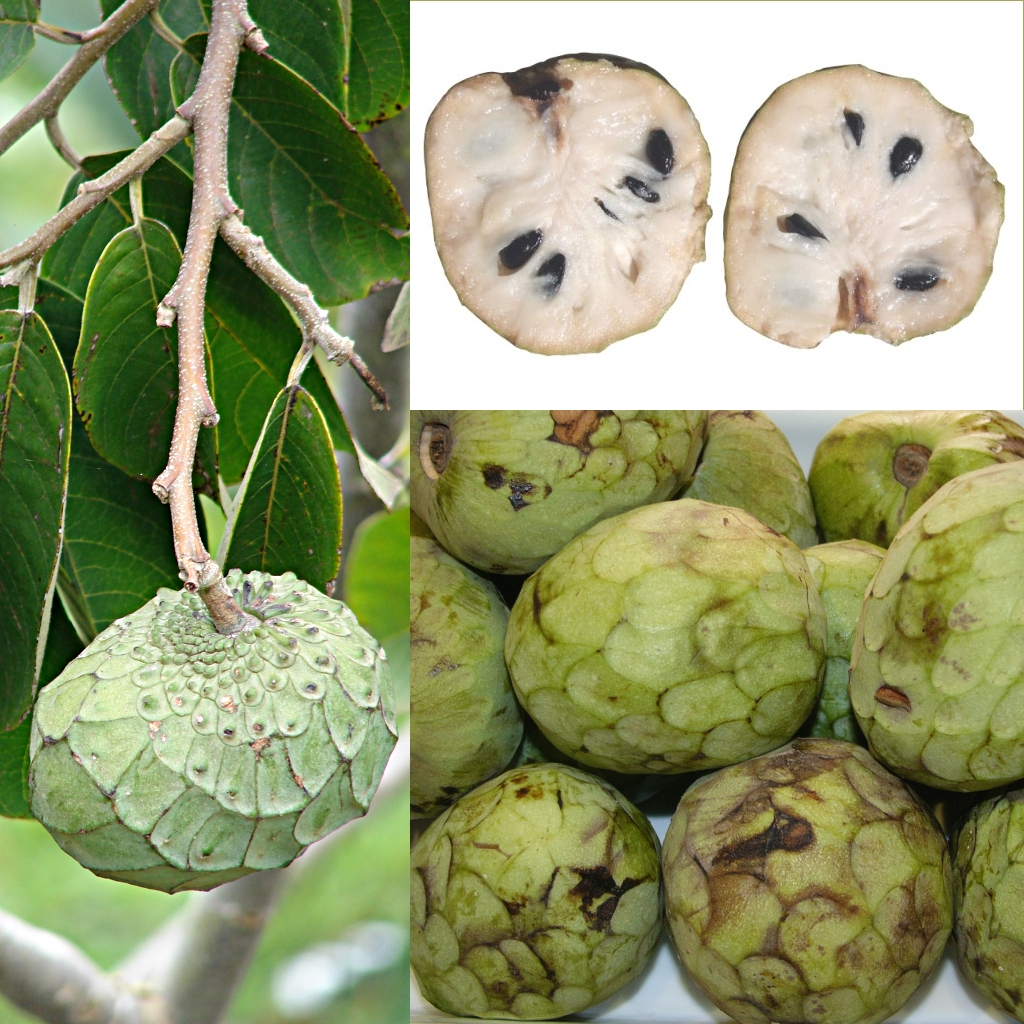
Fruto inmaduro in situ, maduro y cortado longitudinalmente.

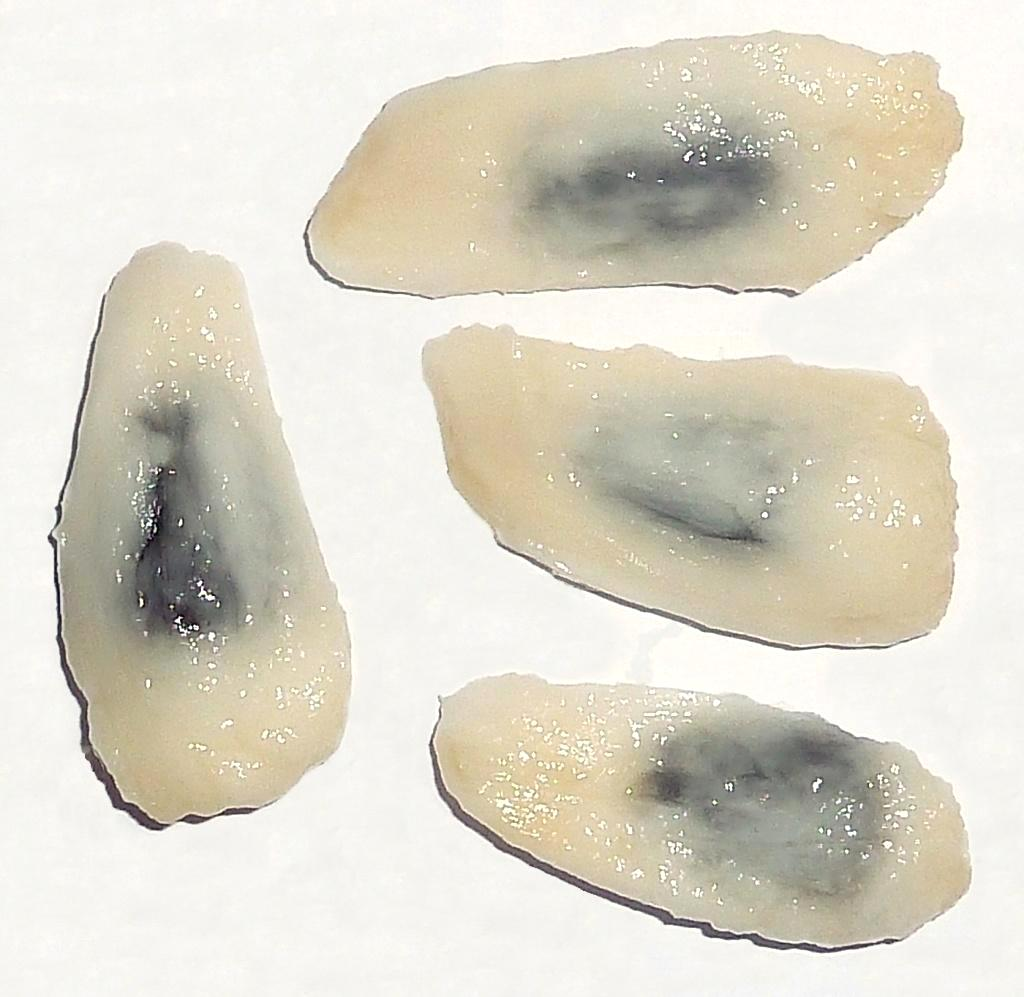
Frutos unitarios del fruto sincárpico: cada uno deriva de un solo carpelo y unos 100-200 forman el conjunto frutal, la Chirimoya. La pulpa blanquecina que rodea a las semillas es la parte dulce y comestible de la fruta y tiene forma de bola.

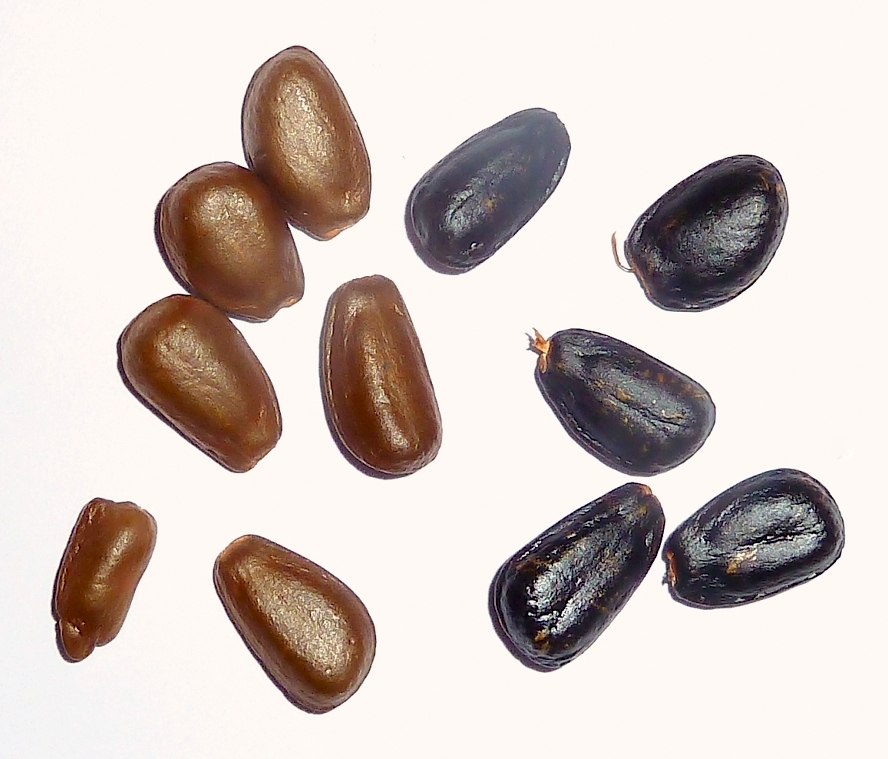
Semillas sueltas (las de color negro de la derecha son frescas y las de color chocolate de la izquierda tienen unas cuantas horas al aire y luz).

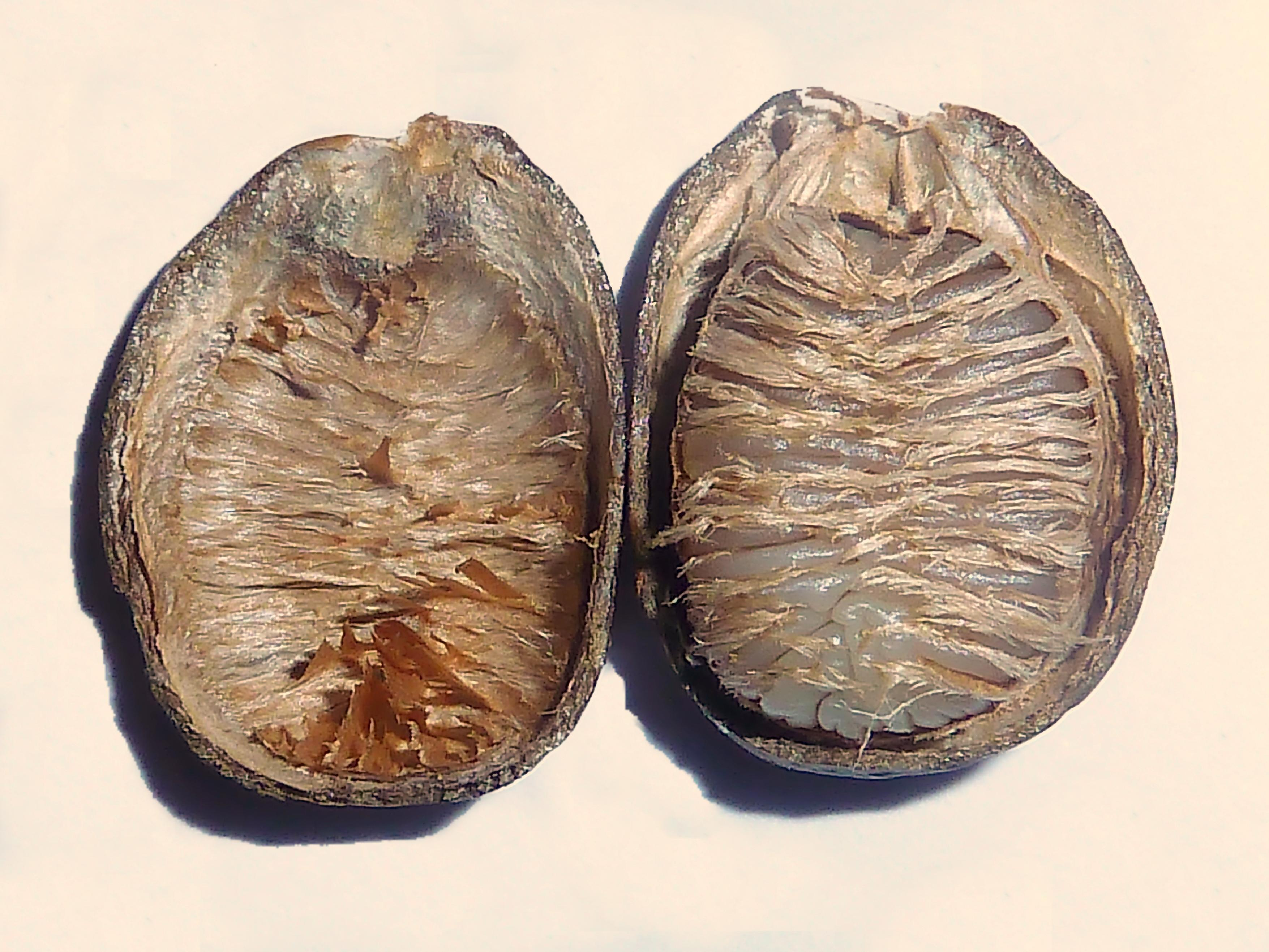
Semilla abierta, evidenciando el tegumento fibroso pegado al endocarpo coriácea y al endospema ruminado. Hilo y micrópilo claramente visibles.

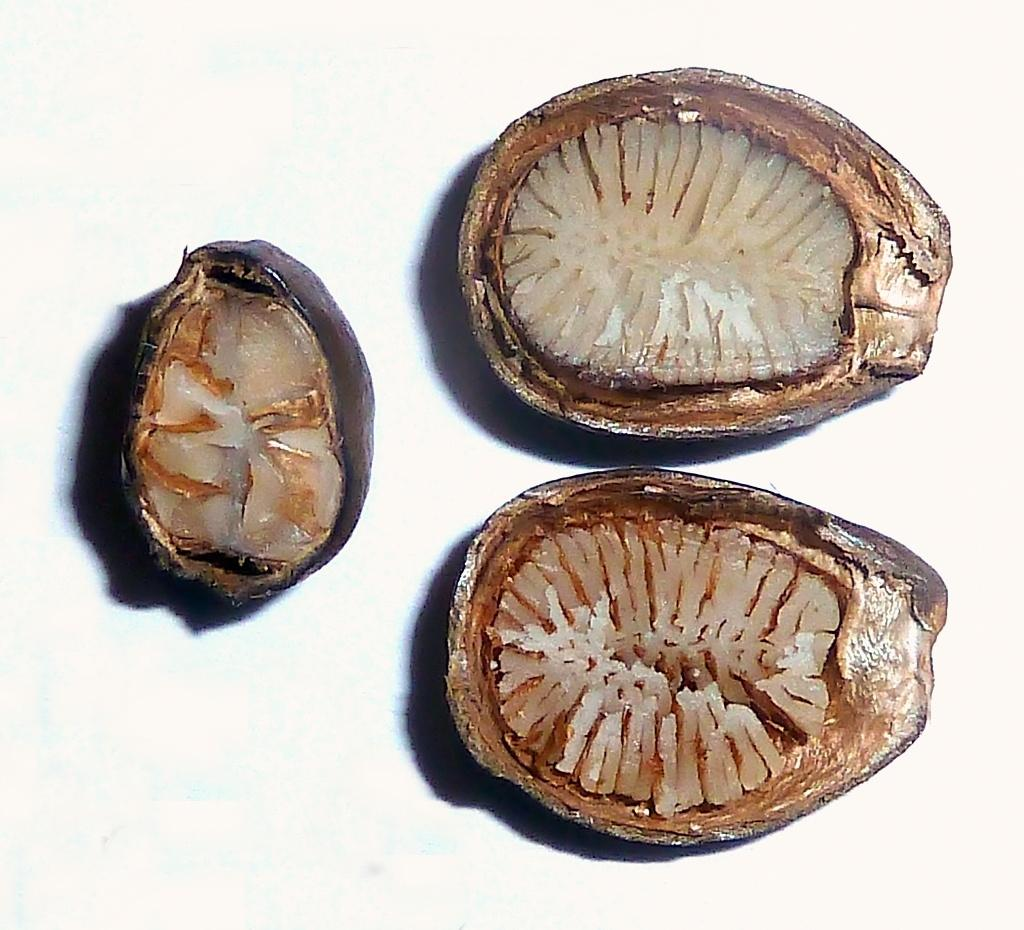
Semilla suelta - cortes ecuatorial y axial, evidenciando el endocarpo y el tegumento penetrando las ruminaciones laminiformes del endosperma.

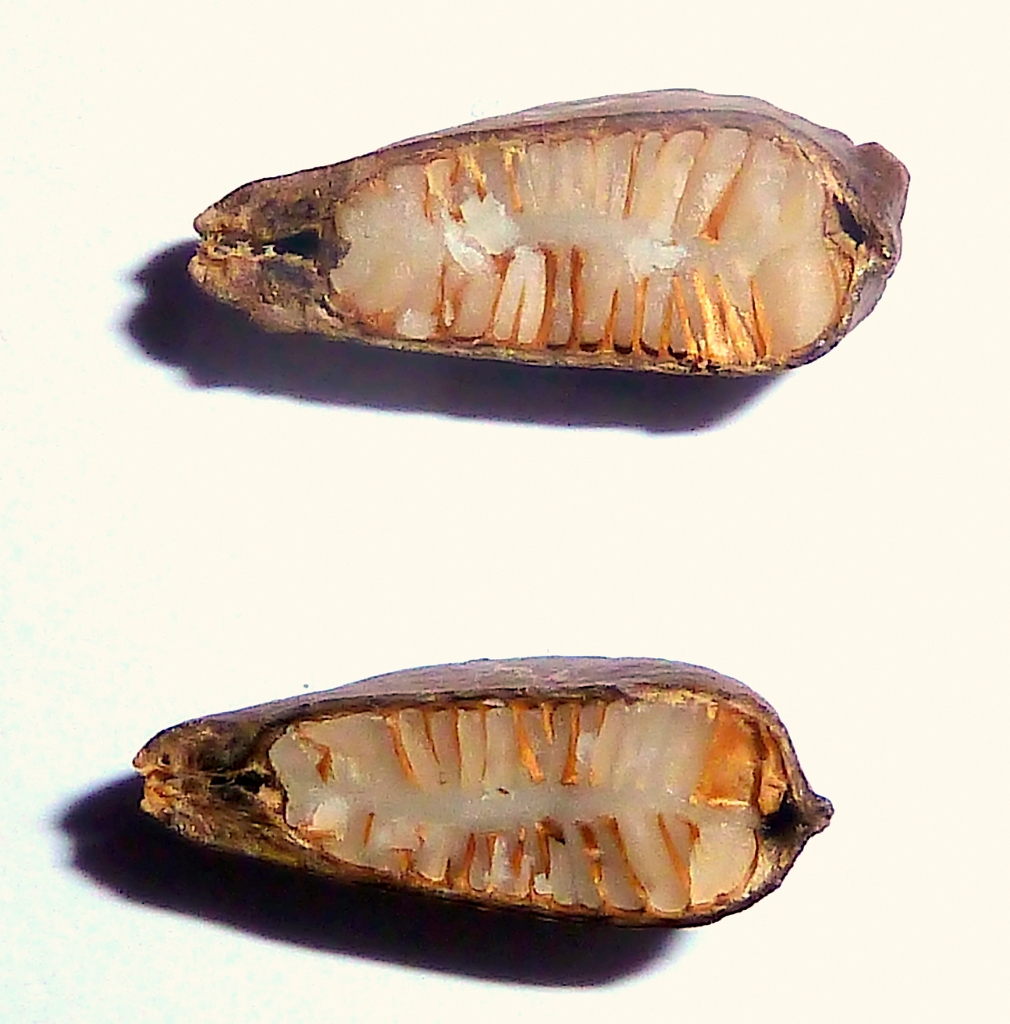
Semilla suelta - corte longitudinal evidenciando el tegumento penetrando las láminas del endosperma ruminado. También se ve claramente el rodete ecuatorial periférico, el micrópilo y el hilo.

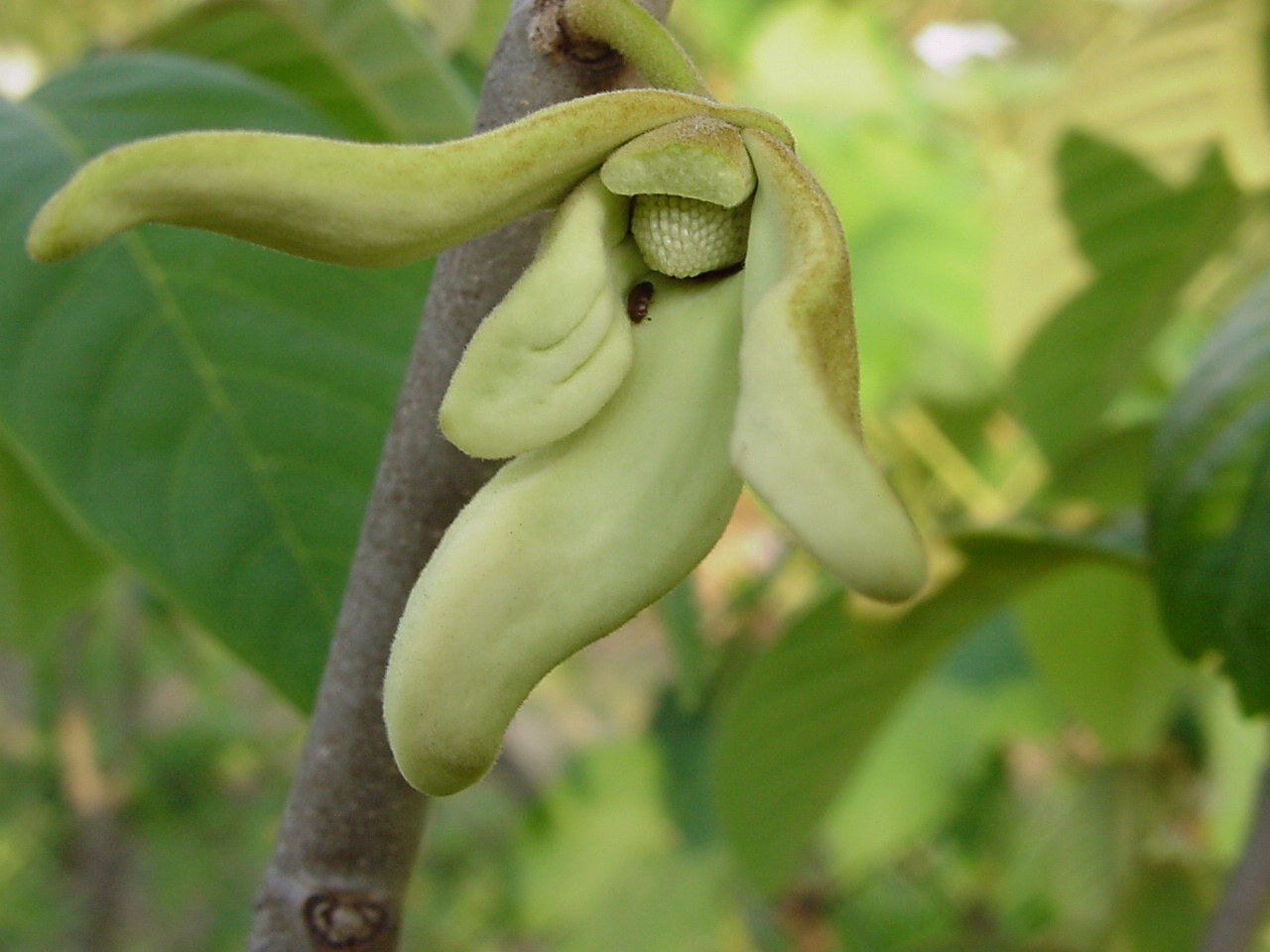
flor de chirimoya

El árbol de la chirimoya es de crecimiento lento, puede adquirir en su madurez una altura de 7‑8 m, presenta exuberante follaje, porte erguido y a veces ramificado. El tallo es cilíndrico y de corteza gruesa. Las hojas, con peciolos de 6-12 mm, son simples, enteras, muy finas, de disposición alterna y de forma ovalada u ovada-lanceolada y con el envés tomentoso. Las yemas son compuestas y pueden originar brotes mixtos (vegetativos y florales). Las flores, de seis pétalos amarillentos jaspeados de púrpura, hermafroditas, son muy aromáticas, poco llamativas, solitarias o en ramilletes de dos o tres, sobre un corto e inclinado pedúnculo inserto en las axilas de las hojas. El cáliz consta de tres sépalos de color verde oscuro, pequeños (2-4 mm) y de forma cuadrada. La corola está formada por seis pétalos dispuestos en dos verticilos; los tres pétalos exteriores bien desarrollados son carnosos, miden de 2.5‑4 cm de longitud y la parte superior tiene forma aquillada o triangular; los tres pétalos internos son rudimentarios, en forma de escama, ovalados o triangulares, e incluso ausentes. La parte masculina de la flor consta de numerosos estambres (150-200), dispuestos helicoidalmente muy juntos sobre un receptáculo, formando una masa compacta y blanca oprimida por los pétalos. La parte femenina posee también elevado de número de carpelos (de cien a doscientos), con un solo óvulo, dispuestos en espiral, formando un cono compacto en cuyos extremos se encuentran los estilos y estigmas. Al fecundarse los óvulos se desarrolla un fruto compuesto sincárpico, como consecuencia de la fusión de los carpelos alrededor de un receptáculo carnoso de forma alargada y cónica. Cuando la polinización es inadecuada y sólo se fecundan algunos óvulos de manera irregular, los frutos que se forman son asimétricos y deformes. La piel es fina y delicada, la superficie del fruto presenta marcas en forma de U que se corresponden con la zona de unión de los carpelos, pudiendo ser lisa o con pequeñas protuberancias.
El fruto no es simple, sino un agregado de frutos adheridos sobre un solo receptáculo, producto de las pequeñas flores que se fecundan por separado. Así, la chirimoya considerada como perfecta es acorazonada y sólo se consigue en condiciones ideales de polinización abundante y uniforme. La cáscara es delgada y frágil; su superficie verde oscura, casi lisa, lleva como una red de sombras que denota los límites de cada frutilla. El interior de la fruta, de color blanco, posee una textura carnosa, blanda, cremosa, moderadamente jugosa, y de sabor dulce; con numerosas semillas de color desde marrón oscuro a negro, el sabor es subácido y delicado, a veces descrito como una mezcla entre la piña, el mango y la fresa. Su sabor único se parece a una mezcla sutil de papaya, piña y plátano. Según el botánico David Fairchild, la pulpa de la chirimoya tiene un sabor aromático que recuerda a un delicado hielo de frutas, con vainilla y piña y tal vez mango en él.
También se suele preparar como gusto de helado llamado «chirimoya alegre» en Chile.
Los frutos de chirimoya se clasifican de acuerdo con el grado de irregularidad de la superficie, como: lisa, piel prácticamente casi lisa y difícil de distinguir las areolas; impresa, con depresiones suaves, semejando con «huellas dactilares»; umbonata, con protrusiones redondeadas en el ápice de cada areola; mamilata con protuberancias carnosas y en forma de pezón; tuberculata, grandes puntas afiladas en el ápice de cada areola.
El peso puede oscilar entre doscientos y ochocientos gramos. El color del fruto, según la variedad, puede ir de verde claro a verde oscuro. La pulpa es blanca, cremosa y moderadamente jugosa, con numerosas semillas de un centímetro de color desde marrón muy oscuro a negro, volviéndose de color chocolate en unas pocas horas al aire y la luz. Son obovoidas, ligeramente aplanadas, de superficie brillante con hinchazones y con un rodete ecuatorial periférico más o menos continuo e interrumpido en el ápice, ápice que es oblicuamente truncado al nivel del hilo. El endospermo es ruminado y envuelto en un tegumento fibroso íntimamente pegado a este último y al endocarpo, penetrando en las profundas fisuras e irregularidades (ruminaciones laminiformes) de su superficie.
Según escribió el botánico Seemann:

La piña, el mangostán y la chirimoya se consideran las mejores frutas del mundo, y las he probado en aquellas localidades donde se supone que deben alcanzar su máxima perfección —la piña en Guayaquil, el mangostán en la Indonesia, y la chirimoya en las laderas de los Andes—, y si me preguntaran cuál sería la mejor fruta, elegiría sin duda la chirimoya. Su sabor, de hecho, supera al de cualquier otra fruta, y el naturalista Haenke tenía toda la razón cuando lo llamó la obra maestra de la Naturaleza.

## Distribución

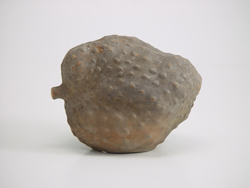
Botella Mochica representando una Chirimoya (Annona cherimola). Museo Larco. Lima, Perú.

Se considera originario del norte del Perú  en áreas comprendidas entre los 1500 y 2200 m s.n.m. —donde ya era cultivada desde el año 200 d. C.—y también de Ecuador,[cita requerida] aunque, a falta de estudios complementarios, no se puede descartar que América Central y México sean un centro de origen secundario.
Al parecer, el origen de la chirimoya es en los Andes peruanos y las montañas de Ecuador, donde crece espontáneamente, aunque algunos historiadores incluyen también las zonas andinas de Bolivia, Chile y Colombia. La Provincia de Loja y el llamado valle sagrado de Vilcabamba y en las localidades de Cariamanga, Gonzanamá, Nambacola, Amaluza, Santa Teresita, Jimbura y Guarinja en el Ecuador, son los probables centros de biodiversidad. En este valle todavía subsisten rodales silvestres de chirimoya. El clima de los valles interandinos ecuatorianos es  templado con invierno seco (verano suave) Cwb, de acuerdo con la clasificación climática de Köppen. 
Al norte de la latitud 6° 40′ en el Perú, las chirimoyas en estado silvestre crecen a una altitud de 1000 a 2000 m s. n. m. en la vertiente del Pacífico y de 1500 a 2500 m s. n. m. en los valles interandinos. Las chirimoyas no prosperan en las vertientes orientales de los Andes, porque la lluvia se produce en todas las estaciones del año lo que impide la detención del crecimiento y la iniciación floral. Se observó en el Distrito de Asunción (Cajamarca) chirimoyas creciendo en lugares de precipitación media anual inferior a 668 mm, en valles cuyos suelos profundos permiten que las raíces de las plantas busquen las aguas subterráneas.
Las localidades donde se producen chirimoyas en Perú son Santo Toribio de Cumbe en el Distrito de San Mateo de Otao y en el Distrito de Callahuanca, ambas ubicadas en la Provincia de Huarochirí; así como en el Distrito de Leoncio Prado, ubicado en la Provincia de Huaura. Otras regiones del Perú donde se produce la chirimoya son Cajamarca, Huánuco, Apurímac y Junín. El área con mayor diversidad genética de chirimoyas se encuentra en el Departamento de Cajamarca en el norte de Perú.
En Ecuador, las chirimoyas prosperan en áreas de temperaturas promedio anuales, de 18 a 20 °C, temperatura mínima que varía entre 10 a 12 °C, y temperatura máxima que varía de 26.5 a 30 °C. La precipitación anual en éstas oscila entre 800‑1000 mm (concentrada en ocho meses del año). Los valores de humedad son altos y oscilan entre el 75 y el 85 %.
| Características climáticas     | Aptitud buena | Aptitud moderada | No Apropiada |
| ------------------------------ | ------------- | ---------------- | ------------ |
| Precipitación anual (mm)       | > 800         | 600-800          | < 600        |
| Temperatura anual (°C)         | 17-20         | 20-23            | > 23         |
| Temperatura anual (°C)         | 17-20         | 14-17            | < 14         |
| Período de crecimiento (meses) | 6-8           | 5-6              | < 5          |
| Período de crecimiento (meses) | 6-8           | 8-12             | < 5          |
| Humedad relativa (%)           | < 80          | > 80             |              |

Fuente:
En Bolivia, las chirimoyas florecen mejor alrededor de Mizque, Aiquile, Independencia en el Departamento de Cochabamba, así como en Comarapa en el Departamento de Santa Cruz y alrededor de Luribay y Sapahaqui en el Departamento de La Paz. En Mizque se encuentran solo árboles cultivados, con apoyo de riego. Las chirimoyas también ocurren en las localidades de Villa Abecia y Las Carreras en el Departamento de Chuquisaca.

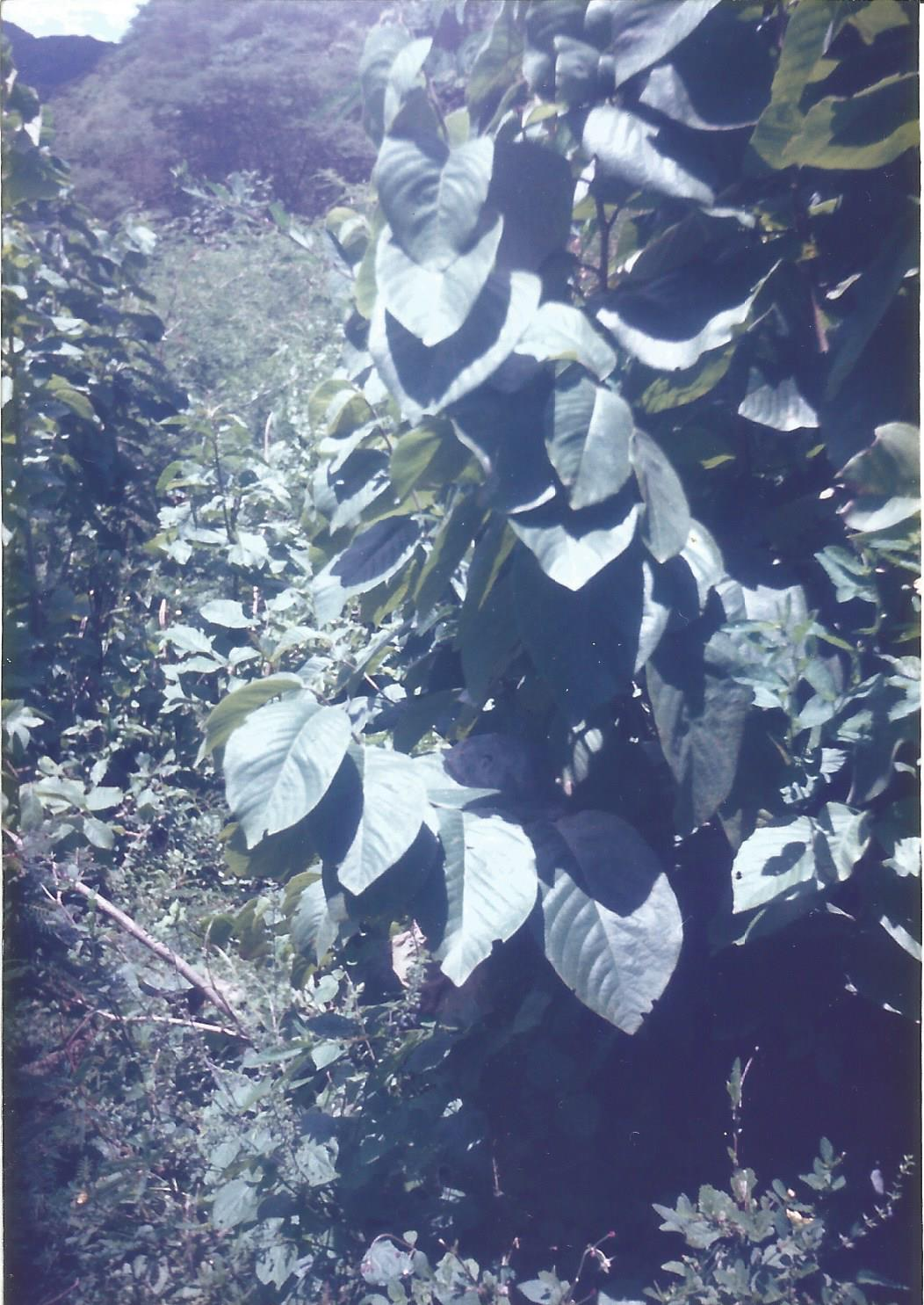
Plantas de chirimoya, en área de ocurrencia natural en Vilcabamba en Ecuador

Aunque es importante destacar que aun existen diversos criterios sobre la localización exacta del centro de origen de la chirimoya, al respecto algunos autores argumentan que la evidencia biológica de la localización exacta del centro de origen de las especies es difícil de definir y más si se considera que las especies de la familia Annonaceae tienden a naturalizarse fácilmente. Algunos estudios con el empleo de marcadores moleculares sugieren la posibilidad de Mesoamérica como segundo centro de origen de A. cherimola.
En México se desarrolla en el estado de Michoacán, Estado de México, Veracruz y Morelos. En Michoacán, la producción de chirimoya se encuentra dispersa en los municipios de Uruapan, Tingambato, Tancítaro, Chilchota y Tacámbaro. La chirimoya es un cultivo que se adapta eminentemente bajo el clima subtropical o semicálido, localizado en la franja sur del Eje Neovolcánico Transversal de México. Los españoles la denominaron «manjar blanco» cuando la descubrieron en América.
En Guatemala, la chirimoya se cultiva entre 900-1800 m s. n. m., produciendo mejor entre 1200-1800 m s. n. m. Se cultiva en los departamentos de Alta Verapaz, Baja Verapaz, Jalapa, Jutiapa, Santa Rosa, Guatemala, Sacatepéquez, Chimaltenango, Sololá, Quiché, Huehuetenango, Totonicapán y San Marcos.
Se cultiva en diferentes países con clima tropical: Perú, Chile, Bolivia, Ecuador, Colombia, Sudáfrica e Israel. La chirimoya está considerada como un cultivo importante en Chile, siendo cultivadas en Quillota específicamente en la comuna de La Cruz y La Serena. El clima de Quillota y La cruz puede ser clasificado como mediterráneo con influencia oceánica (Csb), según la clasificación climática de Koppen. En los Estados Unidos de América, se cultiva en el sur de California. Fuera de Europa y las Américas, la chirimoya se cultiva en África central, de forma experimental en Sudáfrica, Tailandia, Australia y, recientemente, en Nueva Zelanda. Presenta excelente calidad y valor comercial, siendo cultivada en los Andes, Europa, California y regiones brasileras de clima adecuado.
Se introdujo en el sur de España antes de 1751, en la zona de Motril, Salobreña, Almuñécar —provincia de Granada— y parte de Málaga. El clima de la Costa Granadina puede ser clasificado del tipo mediterráneo (Csa), según la clasificación climática de Koppen. A partir de España, probablemente se llevó a la Italia española y a la lsla de Madeira (Portugal). El clima predominante en el área de cultivo de chirimoya en la Isla de Madeira es el mediterráneo con influencia oceánica (Csb).
En la zona mediterránea también se encuentra bien adaptada en Israel, Egipto, Reggio Calabria (sur de Italia) y Argelia, pero, de hecho, su cultivo se ha extendido a todos los continentes.
| País    | Localidad                | Altitud (m) | Media anual (°C) | Precip. Anual (mm) |
| ------- | ------------------------ | ----------- | ---------------- | ------------------ |
| Ecuador | Gonzanamá (Loja)         | 1980        | 17.0             | 1040               |
| Ecuador | Cariamanga (Loja)        | 1950        | 17.3             | 1109               |
| Ecuador | Vilcabamba (Loja)        | 1700        | 20.1             | 900                |
| Ecuador | Malacatos (Loja)         | 1600        | 20.6             | 900                |
| Ecuador | Guayllabamba (Pichincha) | 1900        | 16.6             | 686                |
| Perú    | Asunción (Cajamarca)     | 2100        | 15.9             | 668                |
| Perú    | San Marcos (Cajamarca)   | 2254        | 15.6             | 667                |
| Perú    | Huánuco (Huánuco)        | 1854        | 18.7             | 419                |
| Bolivia | Mizque (Cochabamba)      | 2055        | 16.8             | 593                |
| Bolivia | Mizque (Cochabamba)      | 2250        | 18.4             | 531                |
| México  | Tancítaro (Michoacán)    | 1770        | 20.5             | 1182               |
| España  | La Mayora (Málaga)       | 50          | 18.7             | 470                |

Fuente:

## Taxonomía
Annona cherimola fue descrita por Carlos Linneo y publicada en Species Plantarum, vol. 1, p. 536, 1753. La especie tipo es: Annona muricata L.

### Etimología
Del quechua chiri (‘frío, fría’) y muya (‘semillas’), puesto que germina a elevadas altitudes con temperaturas bajas; en quechua se escribe chirimuya.
Annona: nombre genérico latinizado a partir de Anón, denominación de la fruta del árbol homónimo en Taíno.
cherimola: epíteto aludiendo a su nombre en quechua: chirimuya, de chiri, frío, y muya, huerto; llamado así por los incas, pues crece en climas fríos de altitud.

## Valor nutritivo
Su valor nutritivo se explica por el elevado contenido de azúcares, que llega hasta el 20 %, y el de proteínas, superior al de muchas otras frutas, que alcanza el 2 %. Tiene mucha vitamina; B1, B2, B6, calcio, hierro, fósforo y otros nutrientes. Véase la ficha de valor nutricional. 

## Toxicidad
El compuesto Annonacina, el cual se encuentra en las semillas y hojas es una neurotoxina que parece ser el causante de una enfermedad neurodegenerativa llamada tauopatía, asociada con una acumulación patológica de la proteína tau en el cerebro. Resultados experimentales indican que la anonacina es responsable por esta acumulación.
También se ha asociado su consumo a la aparición del mal de Parkinson atípico debido a su contenido de acetogeninas.

## Cultivo

### Tipos de cultivares
- «Fino de Jete»: originaria de la Costa Granadina, en la provincia de Granada, España. La piel de la fruta de este cultivo está formada por escamas, que, en el momento óptimo para la recolección, son lisas o ligeramente cóncavas en los bordes. La fruta es redonda, ovalada, en forma de corazón o en forma de riñón, y tiende a ser simétrico a lo largo del eje peduncular. En el momento óptimo para la recolección, la fruta es de color verde claro y la piel es relativamente gruesa. Las semillas están encerradas en los carpelos y no se desprenden fácilmente. El sabor equilibra el dulzor intenso con ligera acidez y el contenido de azúcar soluble supera los 17 °Bx y en el momento de la cosecha, la pulpa es blanca o de color blanco marfil.[36]
- «Bronceada»: seleccionada en Quillota, Chile. Árbol de tamaño grande y cargador, flores con gran cantidad de polen, que responde muy bien a la polinización artificial. Fruto de tamaño grande, de forma cónica y con gran cantidad de mamilas. Piel relativamente gruesa, de color bronceada a amarilla en su madurez. Excelente calidad organoléptica, con muchas semillas. Por sus mamilas es un fruto delicado en la cosecha y el transporte, los que deben ser hechos con extremo cuidado.[5]
- «Concha lisa»: Fruto de forma redondeada y con escudetes impresos. Pulpa suave, de color blanco cremoso. Piel relativamente gruesa. Fruto menos delicado que el de Bronceada en la cosecha, pues no posee mamilas. Tiene mejor conservación en frío que Bronceada. Maduración temprana. Cultivar chileno[5]
- «White»: Frutos umbonados, de gran tamaño, que se cosechan en la zona de Santa Bárbara, en California.[5]

El árbol de chirimoyo requiere de climas secos donde no llueva mucho y donde la temperatura no presente extremos de calor ni de frío. En el trópico busca para crecer alturas entre 1000 y 2000 m s. n. m. y es sensible a los ataques de hongos y otras plagas. La chirimoya solo alcanza la perfección solamente cuando se cultiva en clima seco y fresco. El clima no debe ser demasiado húmedo, y una larga estación seca le favorece. Cuando crece en tierra caliente, rara vez fructifica y las frutas son de calidad inferior. La chirimoya prospera mejor en terrenos franco-arenosos, pero puede crecer bien en otros, teniendo cuidado de que sean suficiente fértiles, y que estén bien desaguados. La chirimoya solo produce frutos sabrosos cuando se cultiva precisamente en el clima correcto. Definitivamente no es una fruta para ser cultivada en las tierras bajas húmedas de los trópicos.
Los emplazamientos sin grandes fluctuaciones de temperatura y humedad son los más propicios para este cultivo. Las condiciones ideales para obtener un buen cuajado de frutos son temperaturas entre 25 y 28 °C y humedades relativas entre 60-70 % durante la época de floración. La temperatura media que se acepta como límite para el cultivo de esta especie es la de 13 °C, en los
meses más fríos. Por debajo de 14 °C la calidad del fruto disminuye de manera marcada, existiendo mayor dificultad para obtener frutos comestibles. Es un árbol muy susceptible a las heladas y a temperaturas por debajo de -2 °C, se pueden ocasionar daños tanto en la madera como en las hojas y frutos, irreparables si estas temperaturas permanecen durante algunas horas. En época de floración las temperaturas superiores a 30 °C, junto con bajas humedades relativas, afectan negativamente a la fecundación al provocar pérdida de receptividad estigmática.
Los vientos fuertes también son perjudiciales para el chirimoyo ya que sus ramas más jóvenes pueden doblarse por acción del mismo, provocando una mala formación del árbol. También el viento puede tener un efecto negativo sobre los frutos en su etapa de maduración en el árbol, ya que la piel puede verse dañada debido a los roces que se producen con la ramas.
El chirimoyo, igual que las demás especies del género Annona que se cultivan, se adapta a diversos tipos de suelos, como pueden ser arenosos, limo-arenosos, o arcillosos, e incluso se ha visto que crecen bien en suelos pedregosos, con la única exigencia de que éstos tengan un buen drenaje, puesto que no soportan los encharcamientos.
El pH del suelo más adecuado, de acuerdo a la literatura, sería el comprendido entre 6.0 y 7.5.

### Fertilización
Se puede dar una aplicación alta de estiércol (5 t/ha) bien descompuesto una vez por año. Tomando en cuenta los análisis de suelo realizados, se determinaran las dosis de los fertilizantes. Así se realizan aplicaciones de fertilizantes a base de N-P-K. A medida que la planta se va desarrollando incrementar la dosis de nitrógeno. Se debe tener en cuenta la frecuente carencia de potasio en este cultivo, con la aparición de márgenes foliares con decoloraciones que evolucionan a necrosis. Las necesidades de calcio y magnesio son importantes sobre todo en la última fase de crecimiento del fruto, previo a la maduración
Un cultivo de 14 tm/ha extrae:
Nitrógeno (N)... 95 kg/ha
Fósforo (P)... 4.6 kg/ha (11.3 kg/ha de P2O5)
Potasio (K)... 38 kg/ha (45 kg/ha de K2O)
Calcio (Ca)... 9 kg/ha
Magnesio (Mg)... 7.5 kg/ha

### Poda
Es una planta muy competitiva por la luz para la producción, por lo que es conveniente la poda de formación, dejando una copa equilibrada de formas bastante libres abriendo el centro a la luz e intentando, además, facilitar la polinización artificial y la recolección. Tras la recolección se da una poda de mantenimiento la cual consiste en eliminar ramas torcidas, ramas verticales y chupones, dejándole una máxima expansión.

### Poda de formación
Se lleva a cabo en los tres primeros años, con el fin de obtener la adecuada estructura del árbol que le permita soportar, posteriormente, una buena carga. En general se realiza la poda en vaso con tres a cinco ramas principales, formadas a un metro de altura, aproximadamente. Con esta poda de vaso bajo se disminuyen los problemas con el viento, se facilita la recolección y se aumentan los rendimientos de la polinización manual, donde ésta sea necesaria. La estructura del árbol deberá estar formada al tercer año, altura en la que el árbol comienza a producir los primeros frutos.

### Poda de mantenimiento (a finales de invierno)
Consiste en general, en eliminar primero todo el material seco y aquel que esté creciendo hacia el interior y que no tenga grandes posibilidades de recibir abundante luz. Como las flores aparecen preferentemente en las ramas del año anterior, se deberá tener cuidado de no eliminar este material que es el más productivo. Se sabe que los frutos de mayor peso y calidad son los producidos en las ramas con dos o más años (aunque en menor número) las cuales fructificarán si eliminamos parte de las ramas del año anterior.

### Poda de fructificación
Cada año, a la salida del invierno y antes del inicio de la nueva brotación, se procede a un aclareo de ramas fructíferas y despunte de ramas principales. Durante el periodo vegetativo se procede al pinzamiento (poda) o eliminación de los chupones. En la actualidad, las plantaciones antiguas tienen una densidad de 150 árboles por hectárea con alturas de 4 a 4.5 m.

### Desmalezado
Es frecuente el laboreo con vertedera, se ha de tener cuidado para no dañar las raíces superficiales ya que es muy susceptible a fitóftora. Es muy recomendable mantener el suelo cubierto, preferentemente con plantas leguminosas entre los árboles, que por su aporte de nitrógeno resultan las mejores.
a) Mantener la fila de árboles limpia de malas hierbas mediante la aplicación de herbicidas de preemergencia a través del riego por microaspersión (Goal —Oxifluorfeno— y Simazina en doce aplicaciones por año). Las hierbas perennes que escapan a este herbicida se eliminan con Glifosato o Paraquat + Diquat.
b) En las calles se deja la vegetación natural, segada tres veces al año. Debe tenerse en cuenta que por falta de lluvias, la hierba no crece en verano en las zonas no regadas.

### Propagación
El árbol prospera en los trópicos en altitudes de 1300 a 2600 m (4300 a 8500 pies). Aunque es sensible a las heladas, debe tener períodos de temperaturas frescas o el árbol se irá adormeciendo gradualmente. Se lleva a cabo mediante injerto sobre patrón de semilla procedente del mismo cultivar que se va a utilizar como variedad. Se recomienda el injerto en bisel o el de púa empleando los chupones, para obtener mayor estabilidad. Cuando las plantas adquieren, como mínimo, de 1.5 a 2 cm de grosor (medido aproximadamente a 25 cm del suelo) se injertan de yema o de púa lateral o terminal, a unos 50 cm del suelo. Una vez que los árboles alcanzan una altura de un metro sobre el punto del injerto se plantan en el terreno definitivo, recomendándose que se realice mientras el árbol esté sin hojas (finales del invierno - principios de la primavera) y antes de que haya comenzado la brotación.
En la región mediterránea, se cultiva principalmente en el sur de España y Portugal, donde se introdujo entre 1751 y 1797,  después de lo cual se llevó a Italia, pero ahora también se puede encontrar en varios países de África, Oriente Medio y Oceanía. Se cultiva en todo el continente americano, incluidos Hawái desde 1790 y California, donde se introdujo en 1871.

### Fisiopatías y desórdenes físicos
- Daño por frío: la exposición de frutos de Annona a temperaturas inferiores a 8-12 °C (46-54 °F), dependiendo de como se cultive y el estado de su madurez, puede dar como resultado un daño por frío. Los síntomas incluyen un oscurecimiento y endurecimiento de la cáscara, depresiones, incapacidad de desarrollar buen sabor, y pulpa «harinosa».
- Partiduras: en algunos cultivares la partidura de frutos ocurre en estados avanzados de madurez y con tasas altas de producción de etileno. Se ha sugerido que cambios en la turgencia relacionados con la producción de azúcares neutros durante la maduración provoca movimientos de agua desde la cáscara y posiblemente del receptáculo hacia la pulpa. El incremento en el diámetro del receptáculo aumenta el estrés en la pulpa y cáscara, lo que produce la partidura del fruto.

### Enfermedades
En general son pocas las plagas que afectan a este cultivo, destacando por su importancia económica la de Ceratitis capitata (Wied) (mosca mediterránea o de la fruta) que produce graves daños en los frutos (Málaga y Granada). En Canarias las plagas más frecuentes son la de Planoccocus citri (cochinilla algodonosa) y la de Saisettia oleae que pueden atacar tanto a ramas, hojas, flores y frutos. Estas pueden ser controladas impidiendo el acceso al árbol de la hormiga argentina (Iridomyrmex humillis), que es el transporte de estas cochinillas, mediante bandas con Diazinán o similar. Para los tratamientos directos contra estas plagas de cochinillas se recomienda el aceite de verano. Como enfermedad de la raíz y tronco está la provocada por el hongo Phytophthora cínnamomi. Esta enfermedad es favorecida por suelos excesivamente compactos, encharcados y de difícil drenaje, por lo que en plan preventivo deben evitarse suelos con estas características, así como partir de material vegetal sano. Los fungicidas recomendados para esta enfermedad son Metalaxil, Fosetil-Al. y ácido fosforoso neutralizado con hidróxido de potasio, o similares.

## Producción mundial

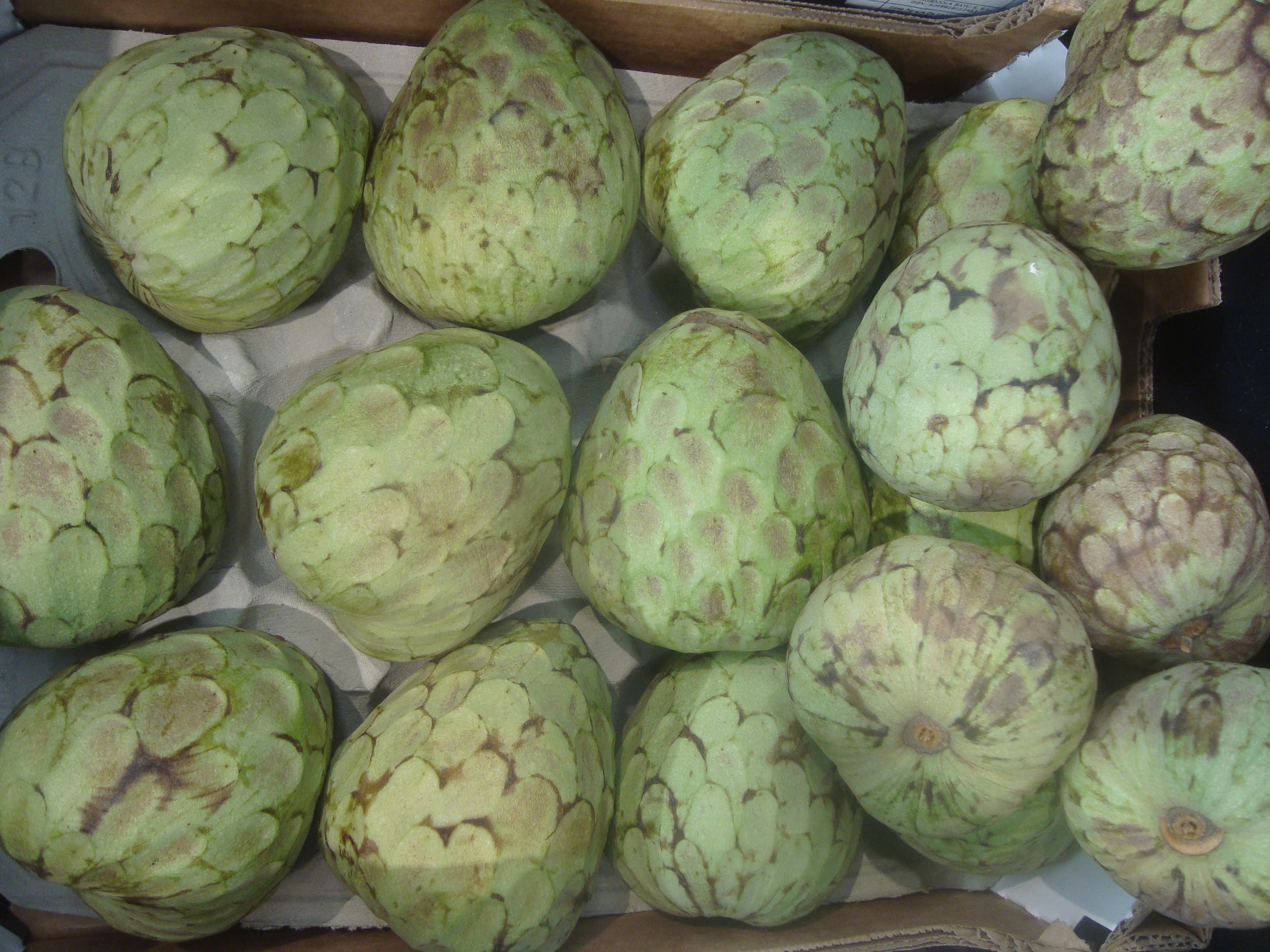
Chirimoyas maduras.

En la actualidad, España es el primer productor mundial de chirimoya con 80 % del total, gozando de denominación de origen en la Costa de Granada y la provincia de Málaga. Su cultivo desde al menos el siglo XVIII ha propiciado su adaptación a las condiciones locales y la creación mediante selección artificial de variedades con mejor rendimiento y frutos de mayor volumen, más pulpa y sabor adaptado a los gustos del mercado, convirtiéndose en un cultivo muy rentable, pero que ha alcanzado la saturación de un mercado limitado, ya que se trata de un producto poco conocido por los consumidores europeos fuera de España.
Los principales productores son Argentina, Bolivia, Chile, Colombia, Ecuador, España, Estados Unidos, Israel, Perú, Sudáfrica, Taiwán y Venezuela.

## Comercialización
Si bien en el actual territorio de Ecuador, Perú, Bolivia y Venezuela existen especímenes silvestres, la producción de estos países representa una fracción muy baja respecto del total mundial, en razón de que no existe una industria desarrollada, empleándose los métodos tradicionales de cultivo de muy baja productividad por superficie.
En República Dominicana la chirimoya es conocida comúnmente como Mamón, es de difícil producción y existen diversas especies de «chirimoyas» como son conocidas en el país caribeño.

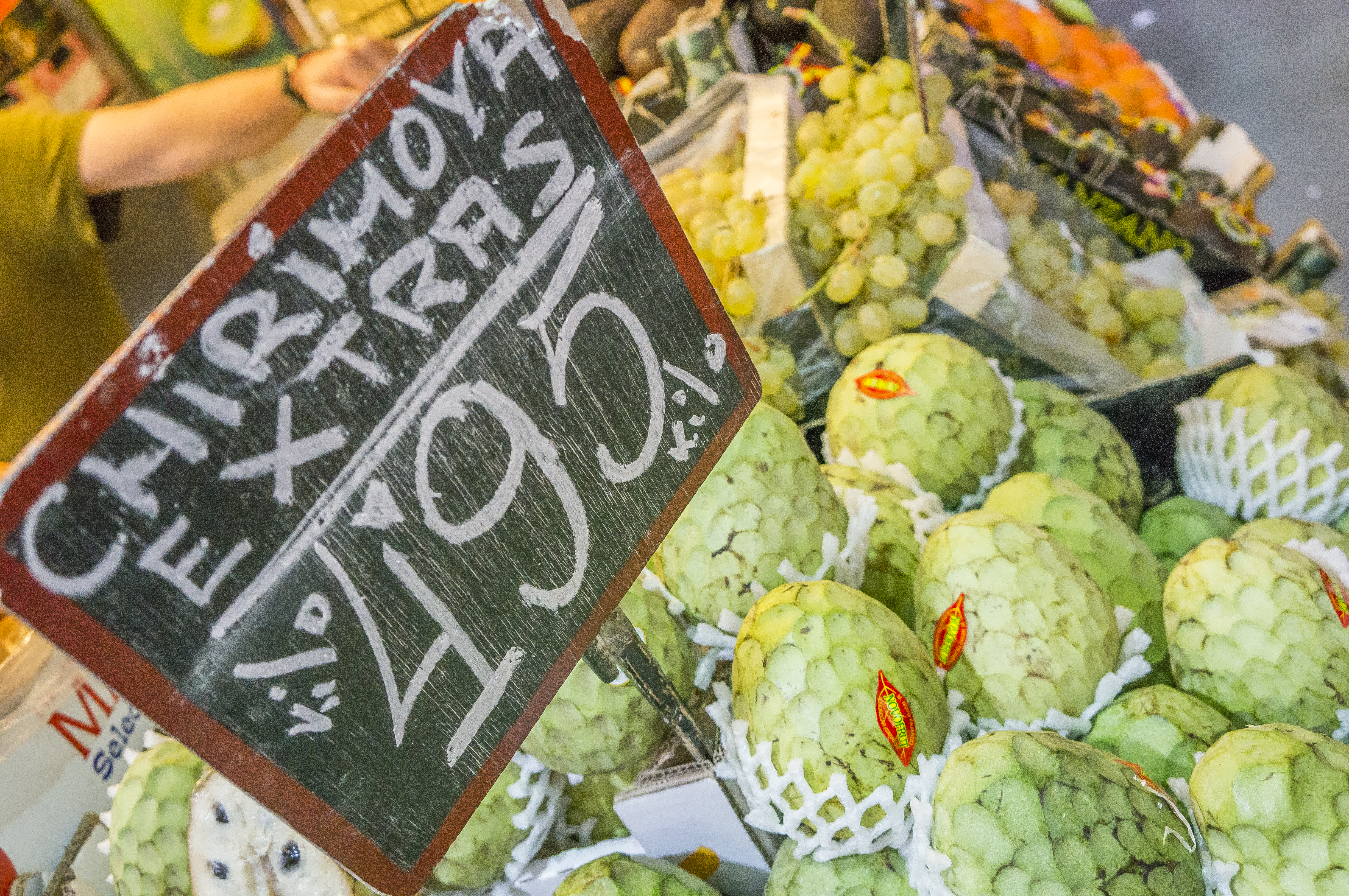
Chirimoyas en Málaga

España es el primer productor de chirimoyas a nivel mundial, con una superficie plantada de unas 3300 ha (en la costa de Granada y Málaga) y 3000 t, aproximadamente, de producción anual. En segundo lugar figura Chile, donde la superficie plantada es de 1316 ha, con una producción anual de 5500 t.
Hasta la fecha, los únicos abastecedores de Europa han sido España y Chile. Este último inició su exportación en 1978 con tan sólo 422 kg enviados a Alemania Federal. En años posteriores fueron aumentándolas hasta alcanzar en 1991 la cifra de 73 370 kg distribuidos entre América del Sur, varios países europeos (entre ellos España), América del Norte (Canadá) y Oriente Medio.
La exportación española es también reducida debido a que la demanda interior absorbe casi toda la producción; según fuentes del SOIVRE, en 1990 tan sólo se exportaron 286 159 kg, de los cuales un 64 % fue enviado a Francia y el resto a Alemania, Reino Unido, Portugal y otros. Los demás países productores comercializan su fruta en el propio país.
El futuro de mercado para esta fruta, tras la incorporación de España a la U.E., parece prometedor, teniendo en cuenta la repercusión negativa que supone la superproducción de algunas de las especies frutícolas tradicionales difundidas por Europa, que hacen aumentar el interés por frutos poco conocidos. El chirimoyo es un árbol frutal con grandes posibilidades de desarrollo en la franja Mediterránea. Por ello, los países que la integran (España, Italia, Grecia, Portugal, Israel, Chipre y Turquía), están actualmente dirigiendo sus esfuerzos hacia una selección varietal y programas de mejora, con el fin de implantar este cultivo de cara a introducir sus frutos en la U.E., hasta hace poco, como se ha dicho, abastecida en escasa medida por Chile y España.

En la actualidad, el chirimoyo presenta una concentración excesiva de la oferta desde primeros de octubre a finales de noviembre, más del 60 %, (Calatrava, 1998), debido, fundamentalmente, al cultivo de una sola variedad, «Fino de Jete», lo que repercute negativamente en los precios obtenidos por el agricultor. Otros problemas son la corta vida comercial del fruto, la concentración de la oferta en determinados mercados y la calidad variable del producto.
La calidad variable de la chirimoya ofertada en el mercado se debe a:
- Mal manejo de las técnicas de producción (poda, polinización, riego, etc.) lo que se traduce en frutos pequeños con alto índice de semillas.
- La recolección antes de la fecha adecuada baja el sabor del fruto y sube el índice de semillas.
- Manipulación inadecuada de la fruta durante la recogida o el manejo en almacén. Los frutos golpeados tienen una mala presentación. El chirimoyo es especialmente sensible a daños en los bordes de las areolas, cuando los frutos ruedan unos sobre otros.
- El chirimoyo se ablanda muy rápidamente tras la cosecha. Por ello, resulta fundamental un enfriamiento rápido hasta 9-10 °C, sobre todo cuando el fruto se destina a la exportación.

## Importancia económica y cultural
Además de su uso en helados, los productores bolivianos han empezado la comercialización de la fruta en frascos que contienen sólo la pulpa y permiten preservar su contenido durante varios meses. También se venden licor, jugos, dulces y tortas.

### Híbridos
Existe un híbrido entre Annona cherimola y Annona squamosa, llamado atemoya, producido en Florida por Pj. Westery E. Simmonds, hoy día objeto de cultivo comercial tanto en Florida como en Australia, Brasil e Israel.

## Nombres vernáculos
- Anón de manteca (Cuba), anona (Guatemala), anona, anona blanca, anona de tierra fría, anona poshte, cherimoya, chirimola, poshte (El Salvador),[42] cachimán (República Dominicana), araticú, aratiku, chirimoya (Paraguay),[43] Chicatuche (Venezuela), chririmoya (Colombia), cherimoya, cherimalla, chirimorrinón, cherimoyales, anona del Perú, chirimoyo del Perú, cachimán de la China, corazón (República Dominicana, Puerto Rico), catuche, mamón (Cuba, República Dominicana, Puerto Rico), momona, girimoya, masa, pac (Guatemala), pox (México).[44][45][46]

El vocablo Mamón en Cuba, República Dominicana y Puerto Rico corresponde comúnmente a la papaya, no a la chirimoya.[cita requerida]